# Distretto di Tùvšinširėė
Il distretto di Tùvšinširėė è uno dei tredici distretti (sum) in cui è suddivisa la provincia di Sùhbaatar, in Mongolia. Conta una popolazione di 610 abitanti (censimento 2009). 